# Albert Isaac Bezzerides
Albert Isaac Bezzerides (A. I. Bezzerides; * 9. August 1908 in Samsun, Ottomanisches Reich; † 1. Januar 2007 in Los Angeles, Kalifornien) war ein US-amerikanischer Roman- und Drehbuchautor.

## Leben und Karriere
Er wurde in eine griechisch-armenische Familie geboren, die nach Amerika emigrierte, bevor er zwei Jahre alt war. Bezzerides begann Kurzgeschichten zu schreiben, als er an der University of California, Berkeley studierte. Seine erste Geschichte (Passage into Eternity) veröffentlichte er 1935. Drei Jahre später erschien sein erster Roman The Long Haul, der 1940 unter der Regie von Raoul Walsh mit dem Titel They Drive by Night mit Humphrey Bogart und George Raft verfilmt wurde. Bezzerides erhielt von Warner Bros. 2000 Dollar für die Filmrechte, das Drehbuch war da bereits geschrieben.
Warner bot ihm einen Siebenjahresvertrag als Drehbuchautor für ein Wochengehalt von 300 Dollar an und Bezzerides kündigte seinen Job, um für das Studio zu arbeiten. Sein erstes Originaldrehbuch entstand für den Film Juke Girl (1942) von Curtis Bernhardt mit Ann Sheridan und Ronald Reagan in den Hauptrollen. Bezzerides schrieb in den 1940er und 1950er Jahren einige Drehbücher für den Film noir (unter anderem Rattennest) und war zuletzt in den 1960ern Mitautor der Western-Fernsehserie The Big Valley.

## Romane
- 1938: The Long Haul
- 1942: There is a Happy Land
- 1949: Thieves’ Market

## Filmografie (Auswahl)
- 1949: Gefahr in Frisco (Thieves’ Highway)
- 1951: Sirocco – Zwischen Kairo und Damaskus (Sirocco)
- 1951: On Dangerous Ground
- 1953: Das Höllenriff (Beneath the 12-Mile Reef)
- 1954: Spur in den Bergen (Track of the Cat)
- 1955: Rattennest (Kiss Me Deadly)
- 1959: Hügel des Schreckens (The Angry Hills)
- 1959: Der Herrscher von Kansas (The Jayhawkers)